# Bahnstrecke Suceava–Gura Humorului
| Bahnhof Suceava Nord in Ițcani |                      |                             |                             |
| |                      |                             |                             |
| Kursbuchstrecke (CFR): | 502                  |                             |                             |
| Streckenlänge: | 42 km                |                             |                             |
| Spurweite: | 1435 mm (Normalspur) |                             |                             |
| Stromsystem: | 25 kV 50 Hz ~        |                             |                             |
| |                      |                             |                             |
| \| \| \| von Tscherniwzi \| \| \| \| 0,000 \| Suceava Nord \| Suceava Nord \| \| \| \| von Roman \| \| \| \| \| Suceava \| \| \| \| \| \| \| \| \| \| \| \| \| \| \| Suceava \| \| \| \| 4,979 \| Suceava Vest \| Suceava Vest \| \| \| 14,358 \| Stroiești \| Stroiești \| \| \| 21,328 \| Ciprian Porumbescu \| Ciprian Porumbescu \| \| \| \| Tunnel (426 m) \| \| \| \| 27,852 \| Lucăcești \| Lucăcești \| \| \| 34,499 \| Berchișești \| Berchișești \| \| \| \| von Dărmănești \| \| \| \| ~42 \| Gura Humorului (Păltinoasa) \| Gura Humorului (Păltinoasa) \| \| \| \| nach Câmpulung Moldovenesc \| \| |                      |                             |                             |
| Strecke |                      | von Tscherniwzi             | von Tscherniwzi             |
| Bahnhof | 0,000                | Suceava Nord                | Suceava Nord                |
| Strecke · Strecke von links |                      | von Roman                   | von Roman                   |
| Strecke · Bahnhof |                      | Suceava                     | Suceava                     |
| Abzweig geradeaus und nach links · Abzweig geradeaus und nach rechts |                      |                             |                             |
| Verschwenkung nach links · Verschwenkung nach rechts |                      |                             |                             |
| Brücke über Wasserlauf |                      | Suceava                     | Suceava                     |
| Haltepunkt / Haltestelle | 4,979                | Suceava Vest                | Suceava Vest                |
| Haltepunkt / Haltestelle | 14,358               | Stroiești                   | Stroiești                   |
| Haltepunkt / Haltestelle | 21,328               | Ciprian Porumbescu          | Ciprian Porumbescu          |
| Tunnel |                      | Tunnel (426 m)              | Tunnel (426 m)              |
| Haltepunkt / Haltestelle | 27,852               | Lucăcești                   | Lucăcești                   |
| Haltepunkt / Haltestelle | 34,499               | Berchișești                 | Berchișești                 |
| Abzweig geradeaus und ehemals von rechts |                      | von Dărmănești              | von Dărmănești              |
| Haltepunkt / Haltestelle | ~42                  | Gura Humorului (Păltinoasa) | Gura Humorului (Păltinoasa) |
| Strecke |                      | nach Câmpulung Moldovenesc  | nach Câmpulung Moldovenesc  |

Die Bahnstrecke Suceava–Gura Humorului ist Hauptbahn in Rumänien. Sie verläuft im Süden der Bukowina.

## Geschichte
Zu Zeiten der habsburgischen Doppelmonarchie wurde ausgehend vom Ort Dărmănești an der Bahnstrecke Tscherniwzi–Suceava im Jahr 1888 eine Linie nach Câmpulung Moldovenesc in Betrieb genommen. 
Nach dem Ersten Weltkrieg gelangte die Bukowina an Rumänien. Die Bahnstrecke von Dărmănești nach Câmpulung Moldovenesc wurde Ausgangspunkt der wichtigen, 1940 vollendeten Überquerung der Ostkarpaten in Richtung Siebenbürgen. 
Allerdings war der Weg über Dărmănești – bezogen auf die geänderte territoriale Zuordnung der Bukowina – recht umständlich und wegen enger Kurvenradien wenig leistungsfähig. Zudem lagen die beiden Bahnhöfe der Kreishauptstadt Suceava weit außerhalb des Stadtzentrums.
Nach dem Zweiten Weltkrieg beschloss die rumänische Regierung den Bau einer neuen Bahnstrecke, die zwischen den Bahnhöfen Suceava (früher Burdujeni) und Suceava Nord (früher Ițcani) beginnen, westlich des Zentrums von Suceava vorbeiführen und in Păltinoasa auf die Bahnstrecke Dărmănești–Câmpulung Moldovenesc treffen sollte. 1951 begannen die Bauarbeiten, die 1955 wegen finanzieller Probleme unterbrochen werden mussten und 1959 wieder aufgenommen wurden. 1964 ging die Strecke in Betrieb. Beim Bau wurden einige archäologisch wertvolle Einrichtungen zerstört.
Innerhalb kurzer Zeit löste die neu gebaute Strecke die alte Linie über Dărmănești in ihrer Bedeutung ab. 
Der Bahnhof Păltinoasa wurde zu Beginn der 2000er Jahre in Gura Humorului umbenannt, wohingegen der weiter westlich gelegene, ursprünglich als Gura Humorului bezeichnete Bahnhof Gura Humorului Oraș genannt wurde.

## Aktuelle Situation
Die Strecke ist eingleisig und elektrifiziert. Sie ist Teil der Kursbuchstrecke 502 von Suceava nach Ilva Mică. Es verkehren etwa vier Nahverkehrs- und acht Schnellzüge pro Tag und Richtung. Letztere halten auf der hier beschriebenen Strecke jedoch nur in Suceava oder Suceava Nord. Von Bedeutung ist auch der Güterverkehr.